# Râul Râșca (Praxia)
Râul Râșca este un curs de apă, afluent al râului Moldova. Cursul actual reprezintă cursul superior natural al râului Râșca, care a fost deviat în râul Moldova odată cu amenajarea albiei majore a acestuia. Cursul inferior natural a devenit astfel un curs de apă diferit cu aceeași denumire: Râul Râșca. Râul se formează sub muntele Pădurețul, la confluența a două brațe: Druganul și Pădurețul.

## Imagini

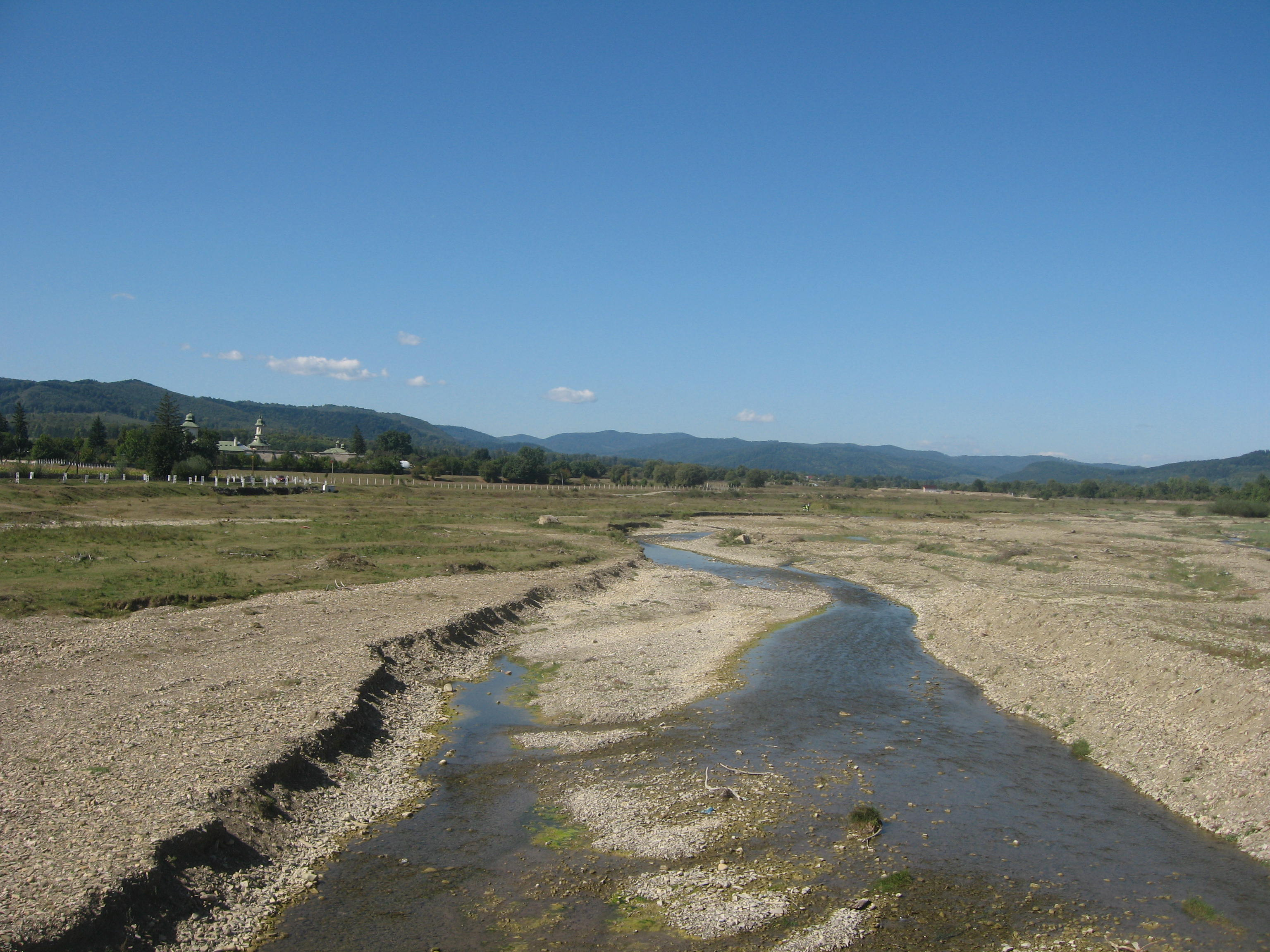
Râul Râşca trecând pe lângă Mănăstirea Râşca
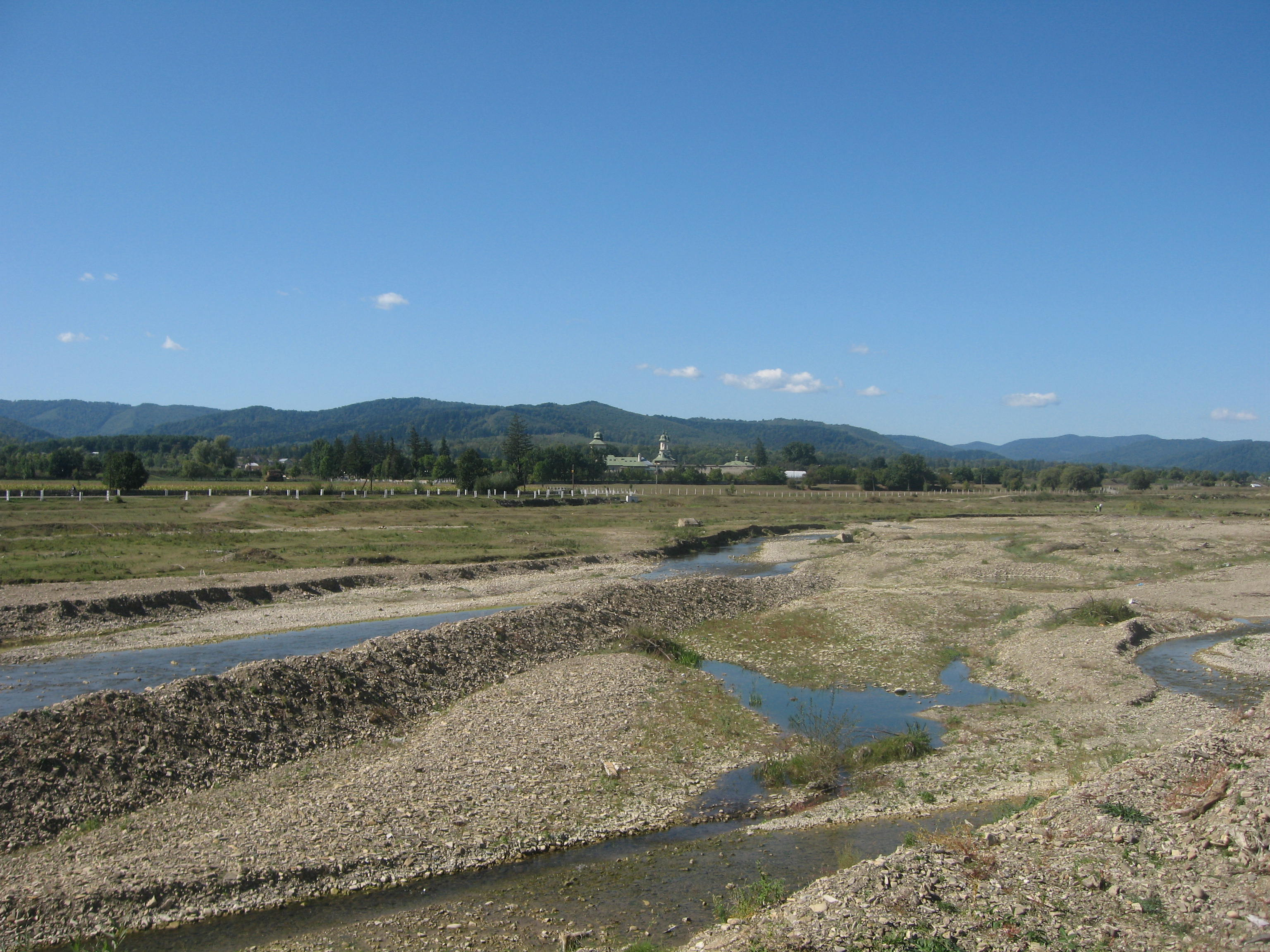
Mănăstirea Râşca văzută de pe malul stâng al râului
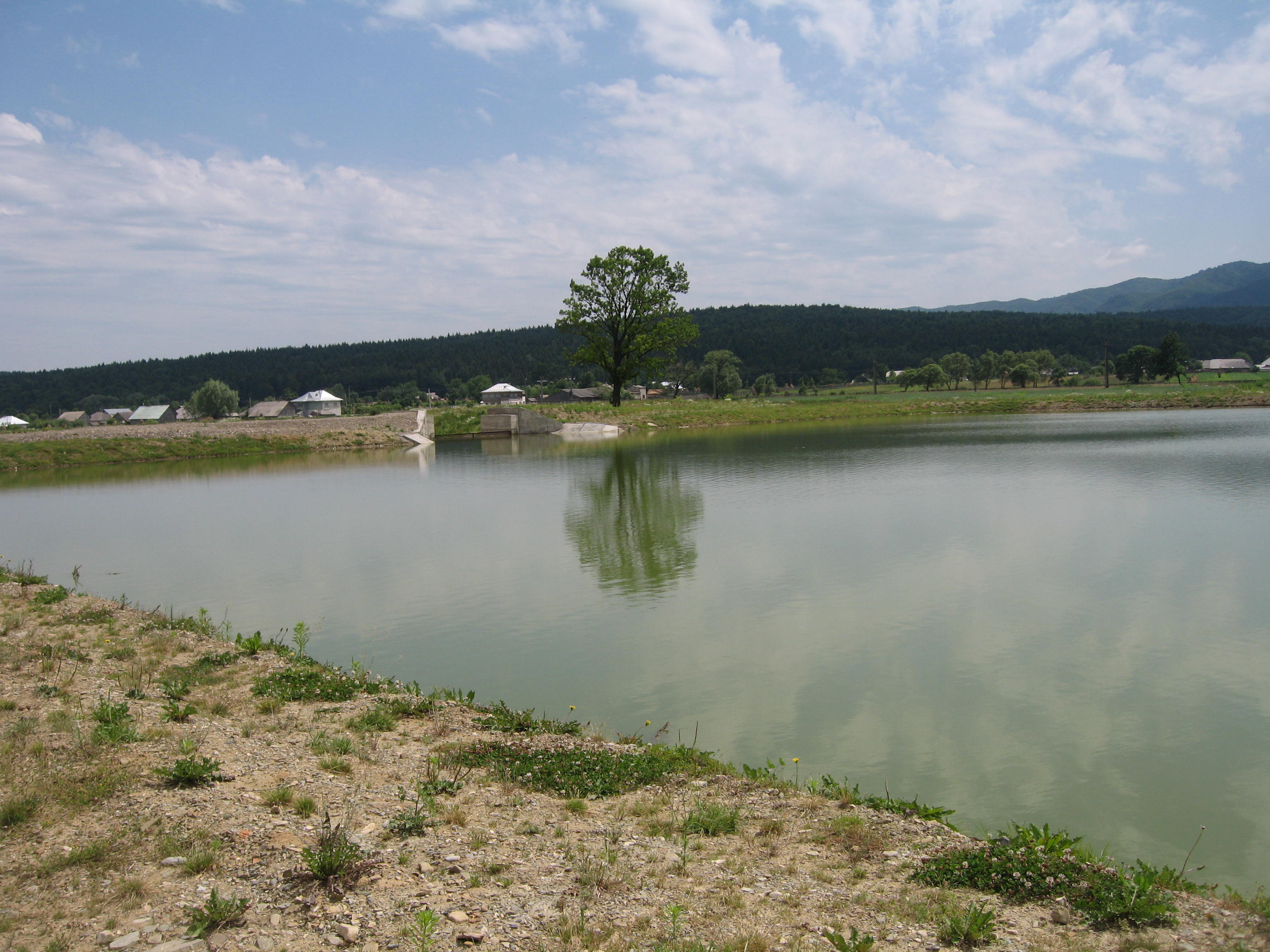
Barajul din faţa Mănăstirii Râşca

## Hărți
- Harta județului Suceava